# Władimir Bulubasz
Władimir Iwanowicz Bulubasz, ros. Владимир Иванович Булюбаш (ur. w 1866 roku w guberni połtawskiej, zm. 23 lutego 1926 roku w Polsce) – rosyjski wojskowy (porucznik), deputowany do II Dumy Państwowej Imperium Rosyjskiego, emigrant.
W 1883 roku ukończył piotrowski korpus kadetów w Połtawie, zaś w 1885 roku aleksandrowską szkołę wojskową. Służył w lejbgwardii Pułku Litewskiego. W 1890 roku w stopniu porucznika odszedł do rezerwy. Na zebraniach ziemskich wybrano go przedstawicielem z ujezdu chorolskiego, a następnie guberni połtawskiej. Został też przewodniczącym chorolskiego ujezdnego urzędu ziemskiego. Ponadto był członkiem kierownictwa połtawskiego banku rolnego. Stał na czele stowarzyszenia dobroczynnego. W lutym 1907 roku został wybrany z guberni połtawskiej członkiem II Dumy Państwowej. Wchodził w skład frakcji prawych i umiarkowanych. Jednakże nie brał czynnego udziału w pracach parlamentarnych. Po rozwiązaniu Dumy w tym samym roku wybrano go przedstawicielem szlachty połtawskiej i ujezdnego ziemstwa chorolskiego oraz sędzią pokoju. Był też członkiem kierownictwa Stowarzyszenia Pomocy Uczących się w Szkołach Państwowych. W styczniu 1918 roku został aresztowany przez CzeKa, ale wkrótce go zwolniono, po czym wyjechał do Polski.